# Белява (Латвия)
Бе́лява (латыш. Beļava) — населённый пункт в северо-восточной части Латвии, расположенный в Белявской волости Гулбенского края. До 1 июля 2009 года входил в состав Гулбенского района.
Является центром Белявской волости. Расстояние до Гулбене 10 км. По данным на 2015 год, в населённом пункте проживало 172 человека.

## История
В исторических источниках впервые упоминается в 1489 году. Современное поселение находится на территории, некогда принадлежавшей Кортенгофскому (Белаускому) поместью (Kortenhof, Belau).
В советское время населённый пункт был центром Белявского сельсовета Гулбенского района. В селе располагался колхоз «Гулбене».
В Беляве имеются: магазин, детское дошкольно-образовательное учреждение, Дом культуры, Белявская волостная библиотека, фельдшерский и акушерский пункт, почтовое отделение, лесное хозяйство.